# Ana Haložan
Ana Haložan, slovenski fotomodel, * 1996
Zmagala je na tekmovanju Miss Universe Slovenije 2015. Ni tekmovala na svetovnem izboru, ker je v Las Vegasu padla v kopalnici.
Sodelovala je na modni reviji oblikovalke Sanje Veličković.
Obiskovala je na Srednjo trgovsko šolo Maribor, po izobrazbi je ekonomski tehnik. Študirala je na Dobi v Mariboru.

## Zasebno
Visoka je 175 centimetrov. Mladost je preživljala v Slovenskih Konjicah.